# Klein-Venedig (Bamberg)

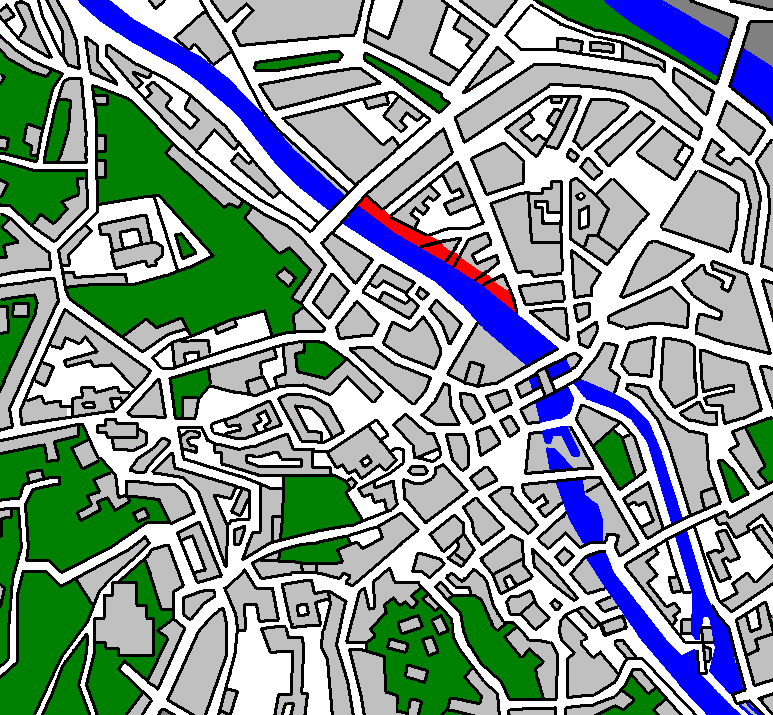
Lage in Bamberg

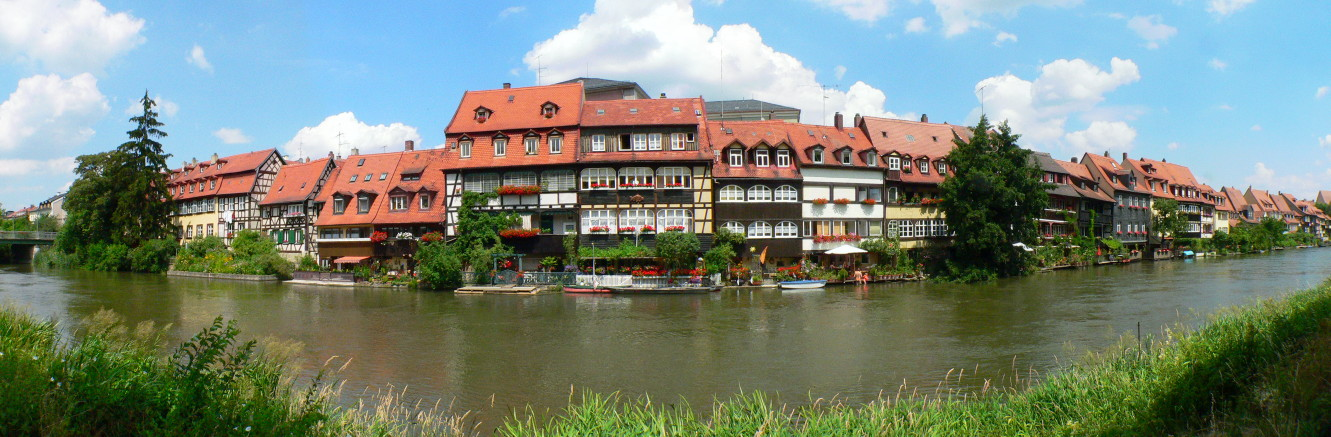
Panorama „Klein-Venedig“

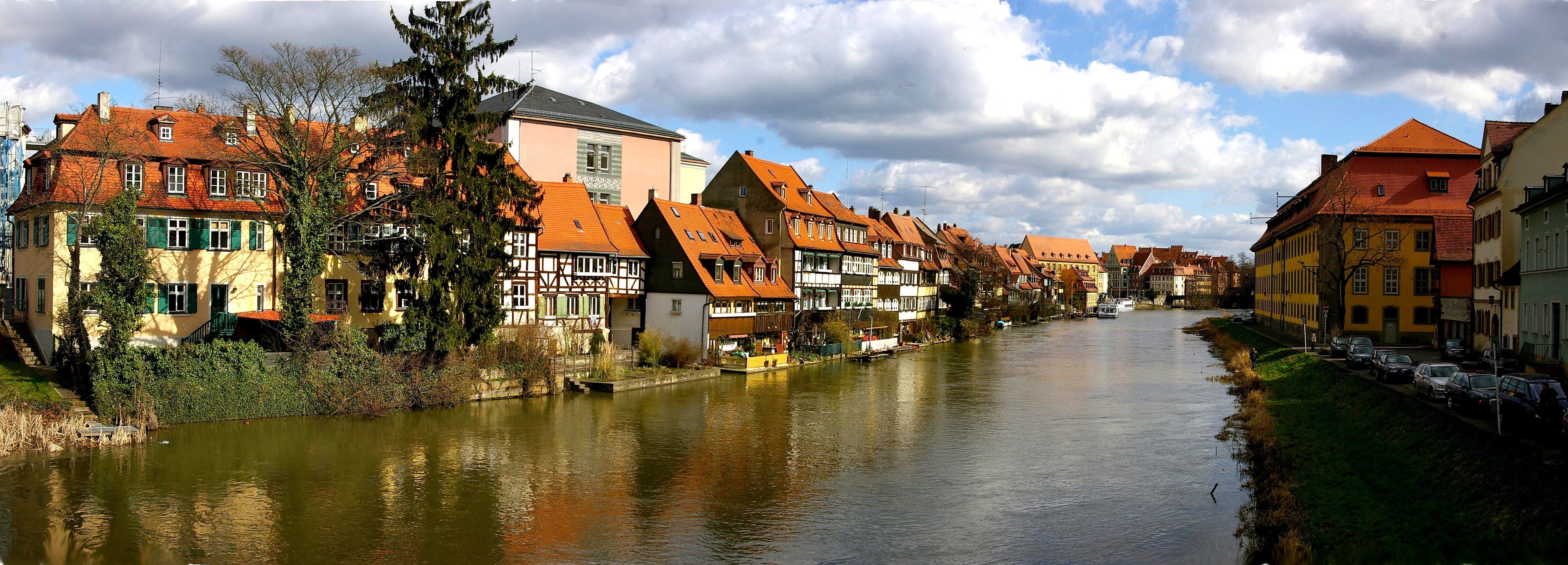
Fischerei „Klein-Venedig“ am linken Regnitzarm

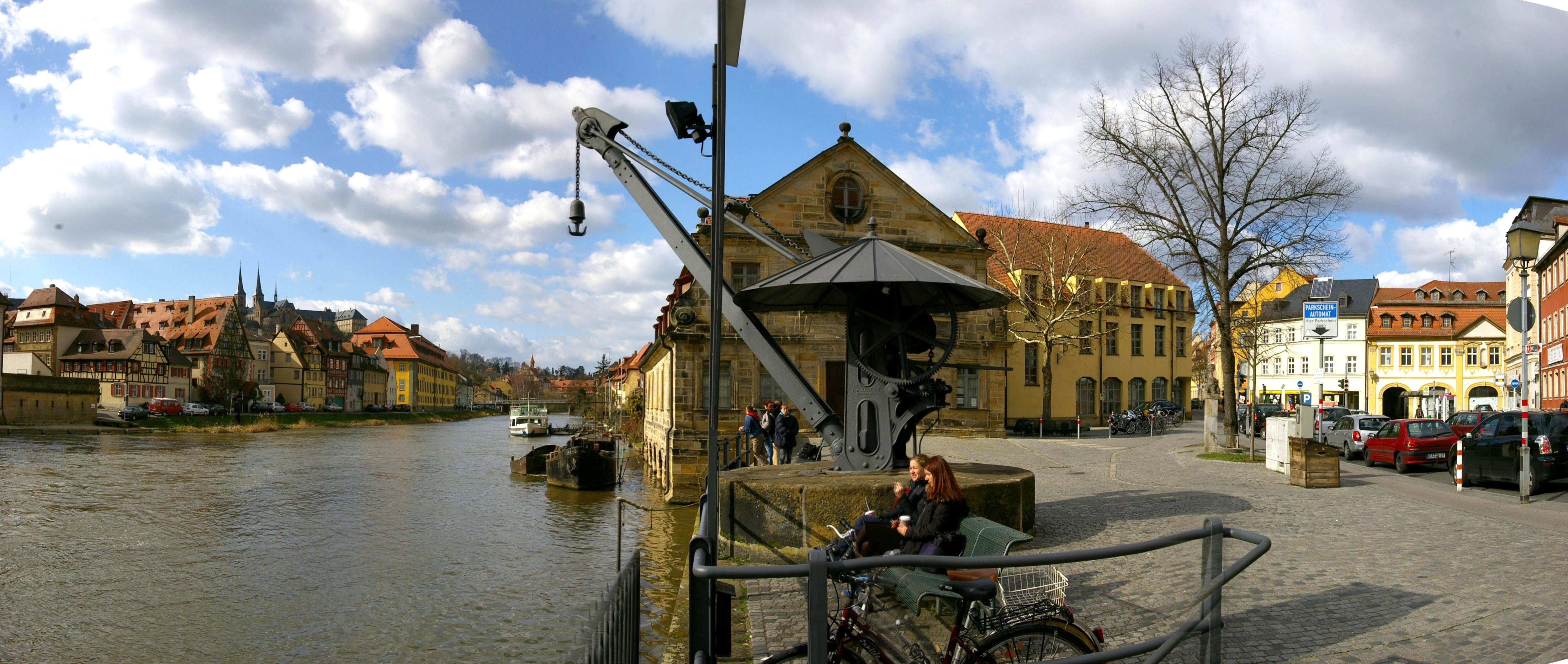
Am Kranen und altes Schlachthaus

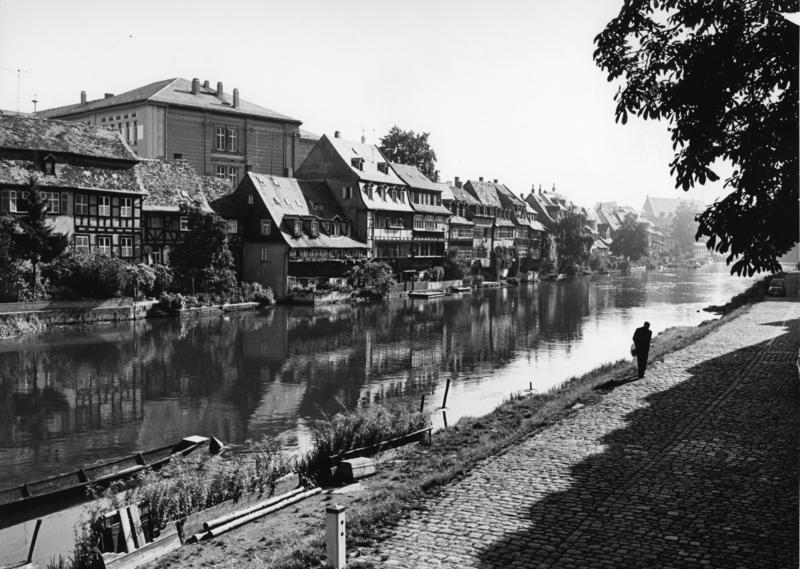
Klein-Venedig 1962

Klein-Venedig ist die Bezeichnung einer ehemaligen Fischersiedlung von Bamberg.
Sie besteht aus einer Reihe alter Wohnhäuser aus dem 17. Jahrhundert, die auf der Bamberger Regnitzinsel direkt am Ufer des linken Arms der Regnitz liegen, und bildet die Kulisse für das im August stattfindende Fischerstechen bei der so genannten Sandkerwa (Sandkirchweih), dem größten Volksfest Bambergs.
An vielen der Häusern befinden sich lange Holzbalkone, die den Fischern der Zeit als Aufhängmöglichkeit für Netze und Fischereigeräte dienten, um diese zu trocknen. Da die meisten Häuser dort, wenn überhaupt, über winzige Gärten verfügten, schafften die Balkone den für das Trocknen benötigten Platz.
Durch die direkte Nähe zur Regnitz gab es in der Geschichte des Stadtviertels einige Überschwemmungen. Eine der stärksten ereignete sich im Jahre 1784. In der heutigen Zeit verhindert ein im Stadtteil Bug gebautes Wehr solche Katastrophen.
Noch bis vor einigen Jahren wurde in diesem Stadtviertel auch ein Fischmarkt betrieben, welcher allerdings aufgegeben wurde. Heute lässt sich „klein Venedig“ auf den beiden Personenschiffen bei Rundfahrten betrachten.

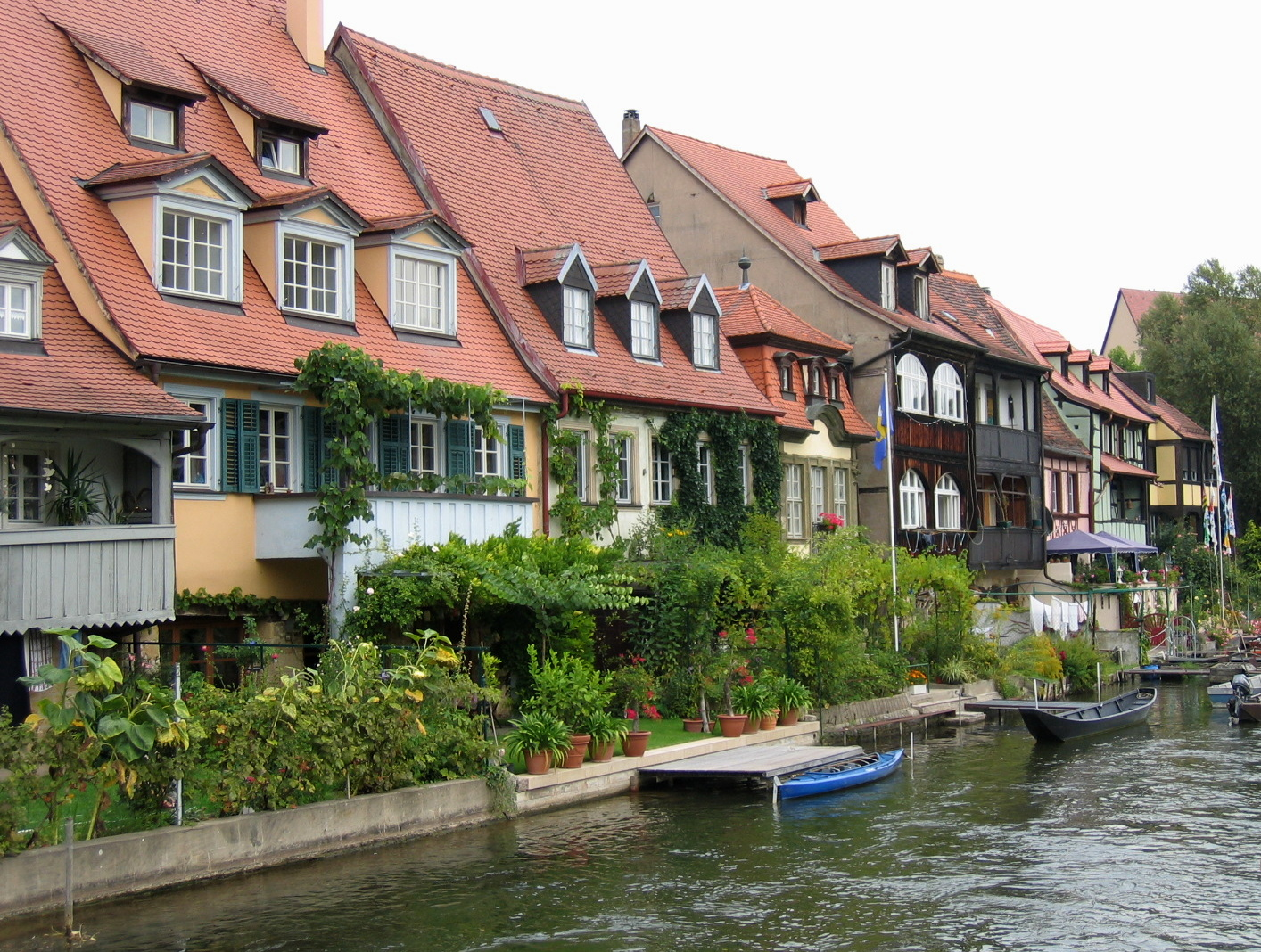
Häuserzeile an der Regnitz
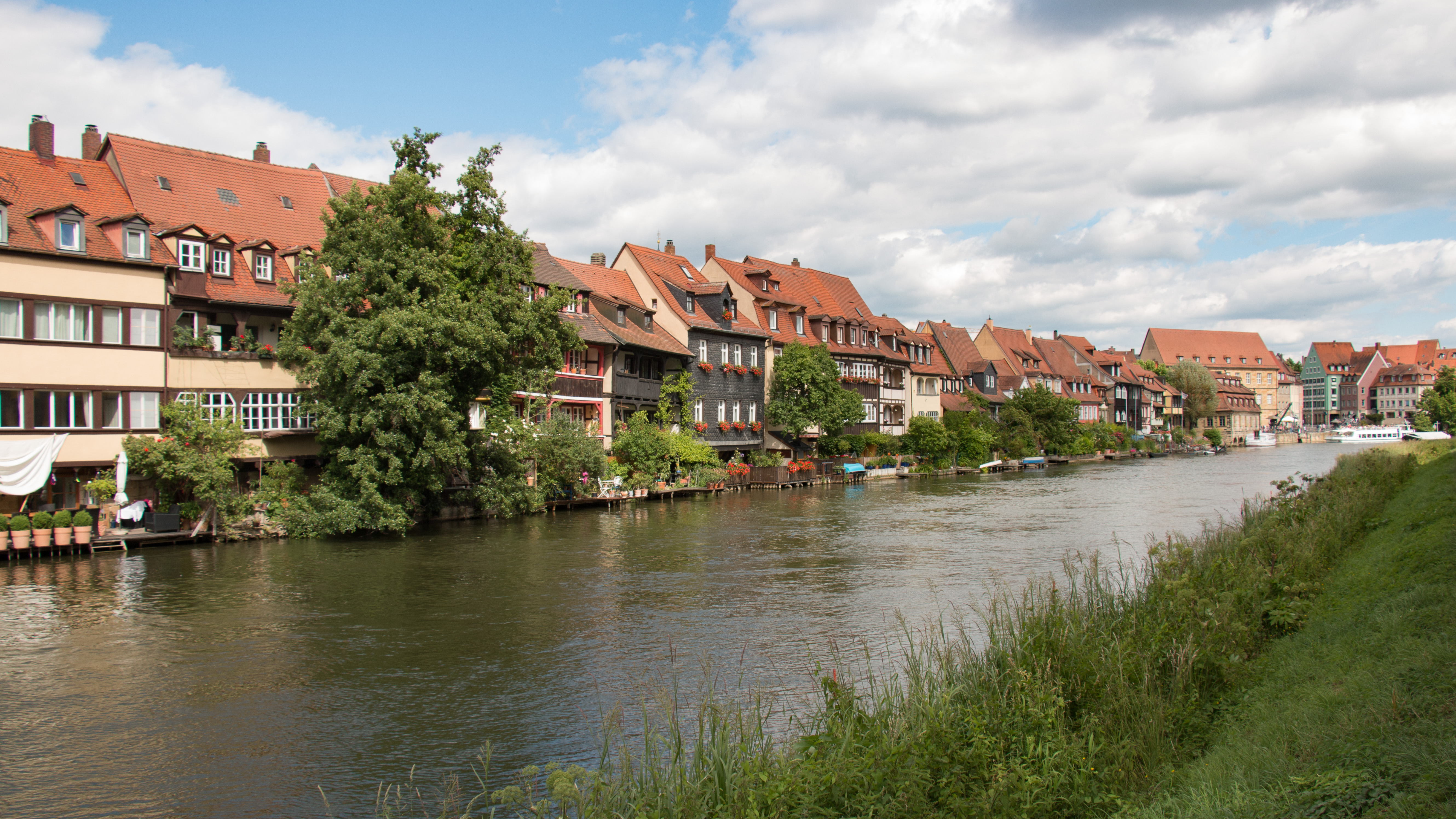
Linker Regnitzarm
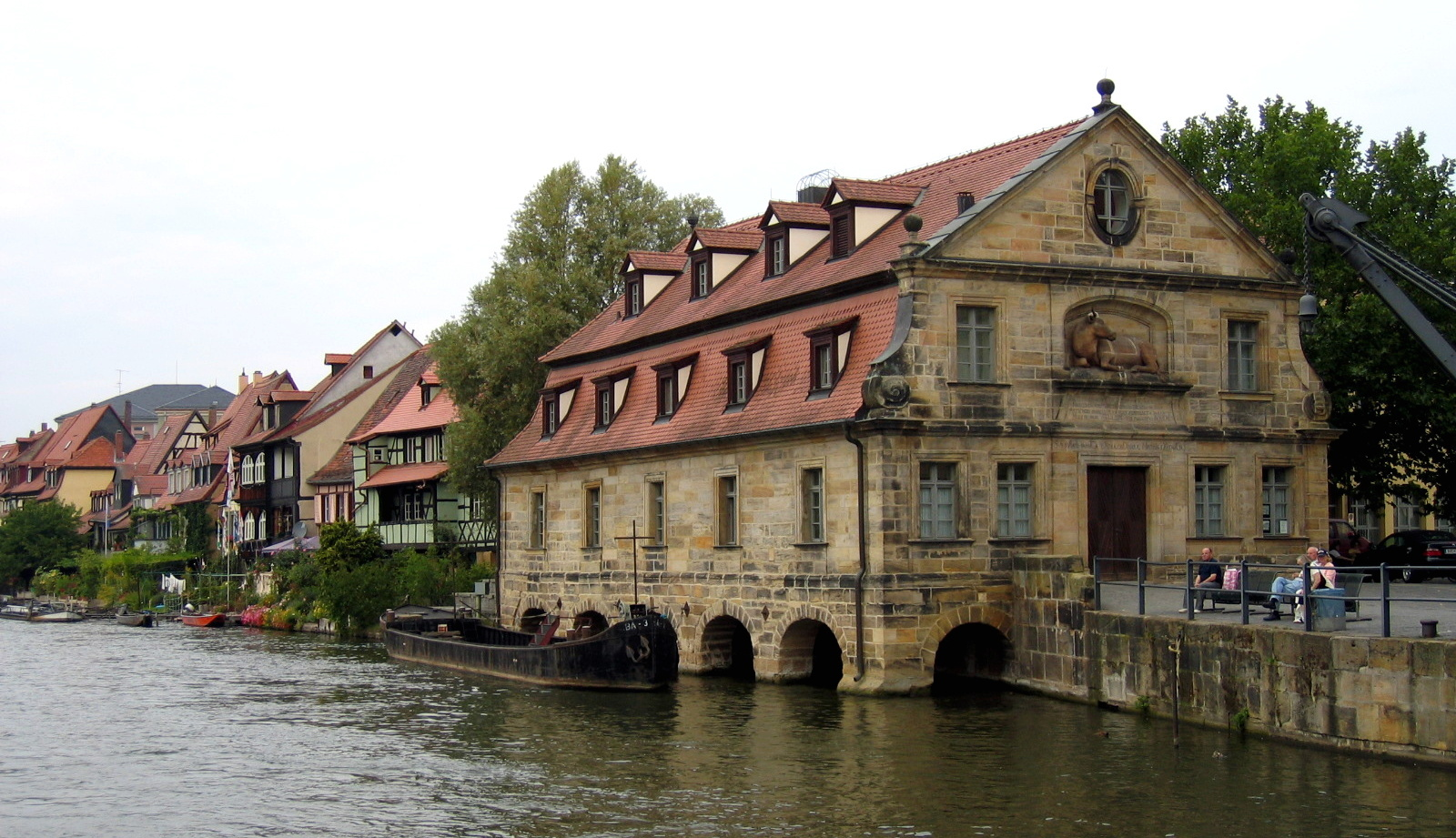
Altes Schlachthaus, im Hintergrund Klein-Venedig

## Jährliche Veranstaltungen
Klein Venedig ist nicht nur ein historischer Stadtteil, sondern auch eine lebendige Gemeinde, in der jährlich mehrere Veranstaltungen stattfinden. Die bekannteste Veranstaltung ist die Bamberger Sandkerwa, ein Altstadtfest, das im August stattfindet. Im Rahmen dieses Festes verwandelt sich Klein Venedig in einen lebhaften Marktplatz mit Ständen, an denen lokales Kunsthandwerk und Lebensmittel verkauft werden.
Ein weiterer Höhepunkt ist das traditionelle Fischerstechen, bei dem die Teilnehmer auf langen Holzbooten stehend versuchen, sich gegenseitig mit Stöcken ins Wasser zu stoßen. Dieses Spektakel sorgt bei jedem Besuch für Spaß und Spannung.